# Сборная Антигуа и Барбуды по нетболу
Сборная Антигуа и Барбуды по нетболу представляет Антигуа и Барбуду на международных соревнованиях по нетболу. Управляющим органом является Ассоциация нетбола Антигуа и Барбуды (англ. Antigua and Barbuda Netball Association, ABNA).
По состоянию на 25 июля 2024, сборная Антигуа и Барбуды по нетболу занимает 33-е место в мировом рейтинге сборных по нетболу.

## Результаты выступлений

### Чемпионаты мира
| Год        | Место          | Игры           | Победы         | Ничьи          | Поражения      |
| ---------- | -------------- | -------------- | -------------- | -------------- | -------------- |
| 1963—1975  | не участвовали | не участвовали | не участвовали | не участвовали | не участвовали |
| 1979       | 12             | 8              | 5              | 2              | 1              |
| 1983       | 9              | 11             | 7              | 1              | 3              |
| 1987—1991  | не участвовали | не участвовали | не участвовали | не участвовали | не участвовали |
| 1995       | 12             | 6              | 1              | 0              | 5              |
| 1999       | не участвовали | не участвовали | не участвовали | не участвовали | не участвовали |
| 2003       | 17             | 8              | 4              | 0              | 4              |
| 2007—н. в. | не участвовали | не участвовали | не участвовали | не участвовали | не участвовали |

### Чемпионаты Америки
| Год        | Место          | Игры           | Победы         | Ничьи          | Поражения      |
| ---------- | -------------- | -------------- | -------------- | -------------- | -------------- |
| 1997       | 8              | 9              | 2              | 0              | 7              |
| 2008—н. в. | не участвовали | не участвовали | не участвовали | не участвовали | не участвовали |